# 大巡洋舰

赫塔号大巡洋舰，用作德意志帝国海军的教练船

大巡洋舰（德語：Großer Kreuzer）是德意志帝国海军对于排水量大于5500吨的巡洋舰的分类。不同于英国皇家海军，德国人并未把前无畏舰时代的“装甲巡洋舰”和无畏舰时代的“战列巡洋舰”区分开。这一术语是通过《舰队法》确定的。1898年，第一部舰队法规划了数量为12艘的大巡洋舰，其中三艘将部署至海外，另有三艘作预备役处置。至1912年的最后一份战前修正案为止，舰队法所规划的大巡洋舰数量已增加为20艘。

## 发展
随着德意志帝国海军在19世纪下半叶的扩张，帝国海军部需要对其既有的军舰进行相应的分类。其中包括原本完全不同的舰只。于是，英国的泰晤士制铁厂本于1865年为奥斯曼帝国海军开建了一艘军舰，却在1867年的建造期间由普鲁士购得；后者于1868年将其归类为铁甲巡防舰下水，并命名为威廉国王号，至1897年完成最后一次重建后，它又被归类为大巡洋舰。有及于此，另外两艘同样由英国在1874年建造的皇帝级舰只，皇帝号和德国号，也被重新归类为大巡洋舰。
最终，这一类别包含有防护巡洋舰，如奥古斯塔皇后号和五艘维多利亚·路易丝级舰只（维多利亚·路易丝号、赫塔号、汉萨号、弗蕾亚号、菲内塔号），以及九艘德国装甲巡洋舰——其中海因里希亲王号是《舰队法》所明确规定的第一艘：
| 舰名             | 下水   | 船厂         | 排水量  | 建造代号       |
| ---------------- | ------ | ------------ | ------- | -------------- |
| 俾斯麦侯爵号     | 1897年 | 基尔帝国     | 10690吨 | 莱比锡号替舰   |
| 海因里希亲王号   | 1900年 | 基尔帝国     | 8887吨  | 新造A舰        |
| 阿达尔贝特亲王号 | 1901年 | 基尔帝国     | 9087吨  | 新造B舰        |
| 腓特烈·卡尔号    | 1902年 | 布洛姆－福斯 | 9087吨  | 威廉国王号替舰 |
| 罗恩号           | 1903年 | 基尔帝国     | 9533吨  | 皇帝号替舰     |
| 约克号           | 1904年 | 布洛姆－福斯 | 9533吨  | 德国号替舰     |
| 沙恩霍斯特号     | 1906年 | 布洛姆－福斯 | 11616吨 | 新造D舰        |
| 格奈森瑙号       | 1906年 | 威悉         | 11616吨 | 新造C舰        |
| 布吕歇尔号       | 1908年 | 基尔帝国     | 15842吨 | 新造E舰        |

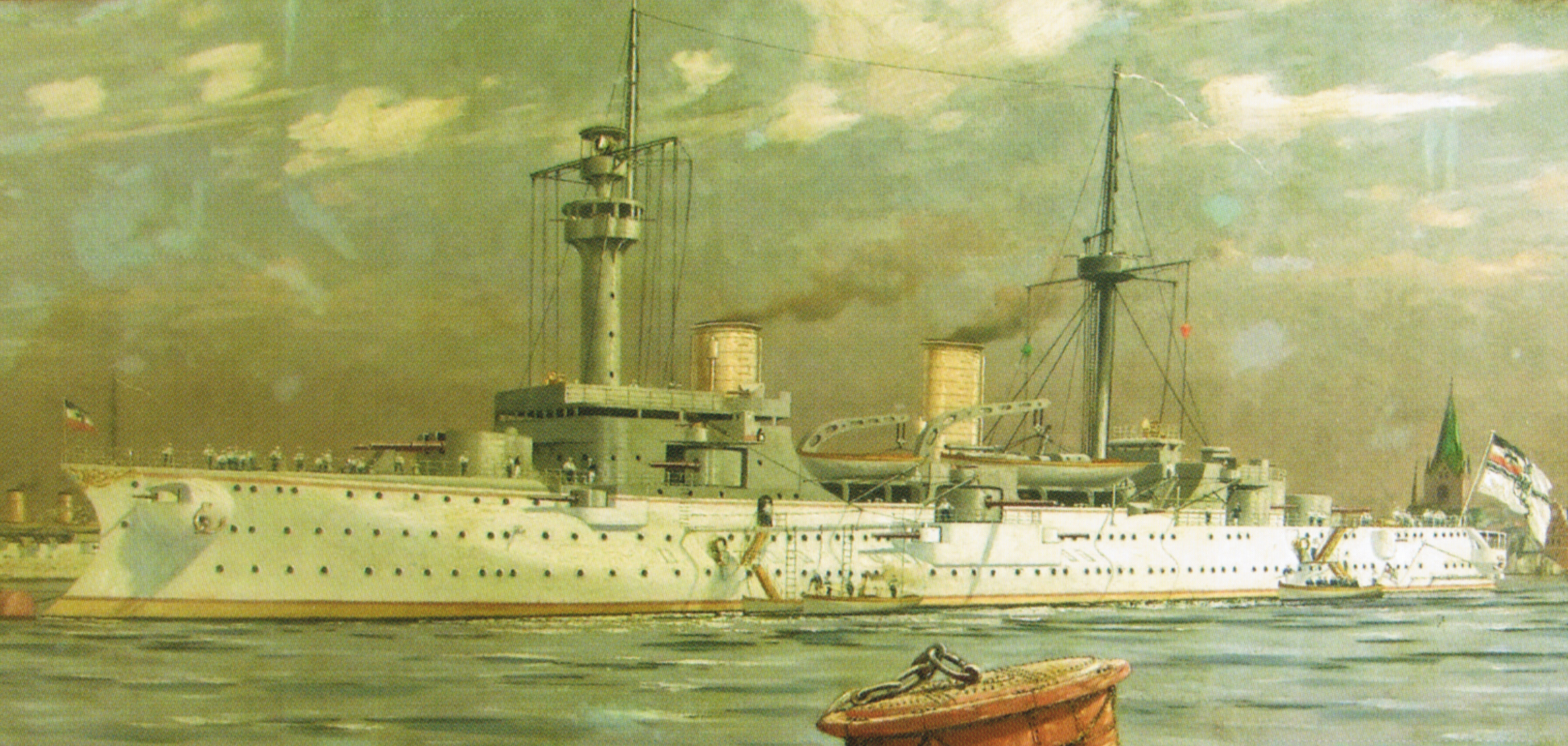
俾斯麦侯爵号大巡洋舰

在德国，布吕歇尔号是最后一艘装甲巡洋舰，冯·德·坦恩号则成为第一艘全尺寸战列巡洋舰。尽管如此，德意志帝国海军还是将该舰及其已完工的六艘后续舰只正式称为大巡洋舰。
| 舰名         | 下水   | 船厂         | 排水量  | 建造代号              |
| ------------ | ------ | ------------ | ------- | --------------------- |
| 冯·德·坦恩号 | 1909年 | 布洛姆－福斯 | 19370吨 | 新造F舰               |
| 毛奇号       | 1910年 | 布洛姆－福斯 | 22979吨 | 新造G舰               |
| 格本号       | 1911年 | 布洛姆－福斯 | 22979吨 | 新造H舰               |
| 塞德利茨号   | 1912年 | 布洛姆－福斯 | 24988吨 | 新造J舰               |
| 德夫林格号   | 1913年 | 布洛姆－福斯 | 26600吨 | 新造K舰               |
| 吕措号       | 1913年 | 希肖         | 26741吨 | 奥古斯塔皇后号替舰    |
| 兴登堡号     | 1915年 | 威廉港帝国   | 26947吨 | 赫塔号替舰            |
| 马肯森号     | 1917年 | 布洛姆－福斯 | 31000吨 | 维多利亚·路易丝号替舰 |
| 施佩伯爵号   | 1917年 | 希肖         | 31000吨 | 布吕歇尔号替舰        |

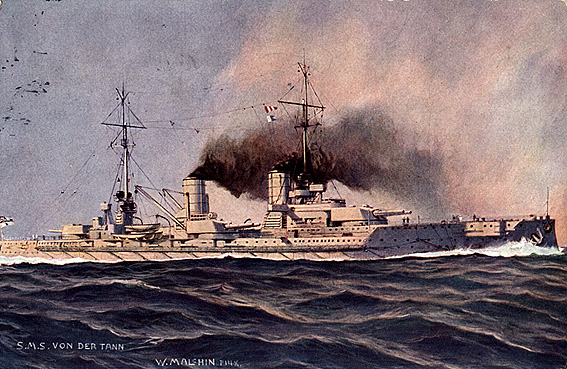
冯·德·坦恩号大巡洋舰

使用这一分类的主要原因是出于预算考量，因为海军得以采用提尔皮茨计划的巡洋舰预算来建造主力舰，而不必向帝国议会提请新的法案。它也是响应了一些党派的诉求，通过转而建造结合有战列舰和战列巡洋舰特点的“一体化舰型（Vereinigungstyps）”的同时，还能够节省单位数量的资金。
该术语在第一次世界大战期间也有非正式使用，但其后改称为“战列巡洋舰”，因为它们也被运用于：组成战列舰队的快速侦察及攻击侧翼，例如在日德兰海战那样。在这两种术语之间偶尔也会（同样非正式的）使用“大战巡洋舰（Linienschiffkreuzer）”作称谓。
美国海军在第二次世界大战临近结束时也建有类似于战列巡洋舰的阿拉斯加级舰只，它们被归类为“大型巡洋舰（Large Cruisers，代号CB）”。